# Brayden Point
Brayden Point (* 13. März 1996 in Calgary, Alberta) ist ein kanadischer Eishockeyspieler, der seit Oktober 2016 bei den Tampa Bay Lightning in der National Hockey League auf der Position des Centers spielt. Mit dem Team gewann er in den Playoffs 2020 und 2021 den Stanley Cup.

## Karriere
Point spielte bis 2012 für zahlreiche Klubs rund um seine Geburtsstadt Calgary, ehe er gegen Ende der Saison 2011/12 in die Western Hockey League zu den Moose Jaw Warriors wechselte. Dort spielte der Mittelstürmer vier Jahre lang und wurde am Ende der Spieljahre 2014/15 und 2015/16 jeweils ins East First All-Star Team der Liga gewählt. Im NHL Entry Draft 2014 wurde er in der dritten Runde an 79. Position von den Tampa Bay Lightning aus der National Hockey League ausgewählt, die ihn im März 2015 unter Vertrag nahmen. Im Anschluss an die Vertragsunterzeichnung absolvierte Point erste Einsätze im Profibereich bei den Syracuse Crunch aus der American Hockey League, die als Farmteam der Lightning fungierten. Zur Saison 2015/16 kehrte er nach Moose Jaw zurück.
Durch gute Leistungen im saisonvorbereitenden Trainingslager erarbeitete der Angreifer sich einen Platz im Kader der Lightning zu Beginn der Spielzeit 2016/17 und feierte schließlich am 13. Oktober 2016 sein NHL-Pflichtspieldebüt. Im Laufe der Saison kam Point auf 40 Scorerpunkte in 68 Spielen und platzierte sich somit unter den Top 10 der Rookie-Scorerliste. Diese Leistung steigerte er zur folgenden Spielzeit 2017/18 deutlich auf 66 Punkte, sodass er zum drittbesten Scorer seines Teams wurde. In der Saison 2018/19 setzte Point diesen Trend fort, so verzeichnete er mit 92 Punkten aus 79 Spielen einen Punkteschnitt von deutlich über 1,0 pro Spiel. Demzufolge unterzeichnete der Kanadier im September 2019 einen neuen Dreijahresvertrag in Tampa, der ihm ein durchschnittliches Jahresgehalt von 6,75 Millionen US-Dollar einbringen soll. In den folgenden Playoffs 2020 gewann er mit dem Team den Stanley Cup, woran er mit 14 Treffern und 33 Punkten als bester Torjäger und zweitbester Scorer der gesamten post-season maßgeblichen Anteil hatte. In den Playoffs 2021 gelang Tampa die Titelverteidigung, während Point hinter Teamkollege Nikita Kutscherow abermals zweitbester Scorer sowie mit 14 Toren erneut bester Torschütze wurde.
In Anbetracht dieser Leistungen unterzeichnete Point im Juli 2021 einen neuen Achtjahresvertrag in Tampa, der ihm mit Beginn der Spielzeit 2022/23 ein durchschnittliches Jahresgehalt von 9,5 Millionen US-Dollar einbringen soll. Der dritte Titel in Folge wurde im Endspiel der Playoffs 2022 durch eine 2:4-Niederlage gegen Colorado knapp verpasst, wobei Point verletzungsbedingt nur neun Partien in den Playoffs absolvierte.

### International
Point vertrat sein Heimatland bei zahlreichen internationalen Turnieren. So gewann er beim Ivan Hlinka Memorial Tournament 2013 und der U20-Junioren-Weltmeisterschaft 2015 jeweils die Goldmedaille, bei der World U-17 Hockey Challenge 2013 die Silbermedaille und der U18-Junioren-Weltmeisterschaft 2014 die Bronzemedaille. Des Weiteren gehörte er zum Kader bei der U20-Junioren-Weltmeisterschaft 2016.
Bei der Weltmeisterschaft 2017 debütierte Point in der kanadischen A-Nationalmannschaft und gewann dort mit dem Team die Silbermedaille.

## Erfolge und Auszeichnungen
| - 2014 Teilnahme am CHL Top Prospects Game - 2015 WHL East First All-Star Team - 2016 WHL East First All-Star Team | - 2018 Teilnahme am NHL All-Star Game - 2020 Stanley-Cup-Gewinn mit den Tampa Bay Lightning - 2021 Stanley-Cup-Gewinn mit den Tampa Bay Lightning |

### International
| - 2013 Silbermedaille bei der World U-17 Hockey Challenge - 2013 Goldmedaille beim Ivan Hlinka Memorial Tournament - 2014 Bronzemedaille bei der U18-Junioren-Weltmeisterschaft | - 2015 Goldmedaille bei der U20-Junioren-Weltmeisterschaft - 2017 Silbermedaille bei der Weltmeisterschaft - 2025 Gewinn des 4 Nations Face-Off |

## Karrierestatistik
Stand: Ende der Saison 2024/25

### International
Vertrat Kanada bei:
| - World U-17 Hockey Challenge 2013 - Ivan Hlinka Memorial Tournament 2013 - U18-Junioren-Weltmeisterschaft 2014 - U20-Junioren-Weltmeisterschaft 2015 | - U20-Junioren-Weltmeisterschaft 2016 - Weltmeisterschaft 2017 - 4 Nations Face-Off 2025 |

(Legende zur Spielerstatistik: Sp oder GP = absolvierte Spiele; T oder G = erzielte Tore; V oder A = erzielte Assists; Pkt oder Pts = erzielte Scorerpunkte; SM oder PIM = erhaltene Strafminuten; +/− = Plus/Minus-Bilanz; PP = erzielte Überzahltore; SH = erzielte Unterzahltore; GW = erzielte Siegtore; 1 Play-downs/Relegation; Kursiv: Statistik nicht vollständig)